# Semnopithèque du Siam
Presbytis siamensis
Espèce
Statut de conservation UICN

 NT  : Quasi menacé
Statut CITES
Le Semnopithèque du Siam (Presbytis siamensis) est une espèce qui fait partie des mammifères Primates, de la famille des Cercopithecidae. Ce semnopithèque est un  singe dont la classification scientifique est encore en évolution : certains auteurs considèrent cette espèce comme une simple sous-espèce du semnopithèque malais (Presbytis femoralis).

## Répartition

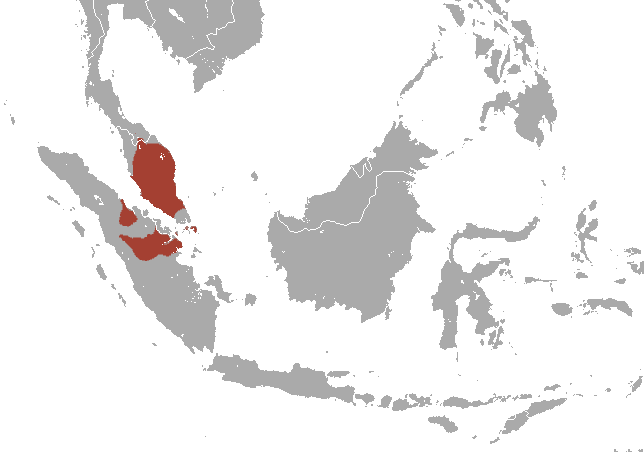
Carte d'Asie du Sud-Est avec zone de répartition de Presbytis siamensis en marron

Le semnopithèque du Siam se rencontre en Asie du Sud-Est, dans la péninsule Malaise et à Sumatra.

## Liste des sous-espèces
Selon Mammal Species of the World (version 3, 2005)  (17 mars 2011) :
- sous-espèce Presbytis siamensis cana
- sous-espèce Presbytis siamensis paenulata
- sous-espèce Presbytis siamensis rhionis
- sous-espèce Presbytis siamensis siamensis